# Niasoma metallicana
Niasoma metallicana är en fjärilsart som beskrevs av Walsingham 1895. Niasoma metallicana ingår i släktet Niasoma och familjen vecklare. Inga underarter finns listade i Catalogue of Life.